# Смерть інді-лейблу
«Смерть інді-лейблу» (англ. Death of an Indie Label) — американський документальний фільм, в якому розповідається про незалежний лейбл Reel Life Productions, який був заснований у Детройті в 1988 р. Джеймсом Г. Смітом та його молодшим братом, репером Ішамом. У стрічці, окрім них, також знявся Mastamind. Прем'єра фільму відбулась на офіційному YouTube-каналі лейблу.

## Сюжет
У 1988 Джеймс Г. Сміт та його молодший брат, репер Esham, засновують незалежний лейбл Reel Life Productions. У 1989 р. Esham за один день записує свій дебютний альбом Boomin' Words from Hell. У 1992 він створює гурт Natas. Перша студійна робота групи Life After Death виходить на Reel Life Productions. Лейбл та гурт стають предметом скандалу після того, як 17-річний фан помер унаслідок гри в російську рулетку, знаходячись під дією марихуани під час прослуховування Life after Death.
Творчість Ішема вплинула на Кіда Рока, Емінема та Insane Clown Posse. У Джеймса Г. Сміта, президента Reel Life Productions, діагностували шизофренію. Згодом він потрапив до в'язниці. Психічний стан Сміта погіршується. Через погані житлові умови квартири його виселяє домовласниця. Джеймс переїжджає жити до Ішама.

## Саундтрек
Death of an Indie Label — третій мікстейп американського репера Ішама. Реліз є саундтреком до однойменного документального фільму.

### Список пісень
1. «Comatose»
2. «Denouement»
3. «Reignin»
4. «Odd Future»
5. «Orgy Orange»
6. «Priceless Blessings»
7. «Cheddaphile» (за участі Seven the General)
8. «Time Machine»
9. «Sayonara»
10. «U Aint Got Nuthin on Me» (за участі Poe Whosaine)
11. «Serious Business»
12. «House 4 Rent»
13. «Daniel Jordan Skit»
14. «Beautiful Girl»
15. «Let the System Bump»
16. «Another Flight»
17. «Death of an Indie Label»
18. «Amy Winehouse»
19. «Indubitably»
20. «Big Thangs»